# Oberroth (Schwabhausen)
Oberroth ist ein Gemeindeteil der Gemeinde Schwabhausen im oberbayerischen Landkreis Dachau. Das Pfarrdorf liegt circa eineinhalb Kilometer nordöstlich von Schwabhausen.

## Gemeinde
Zu Oberroth gehörten Kappelhof und Lindach. Die Gemeinde wurden mit allen Ortsteilen im Rahmen der Gebietsreform in Bayern am 1. Juli 1971 nach Schwabhausen eingegliedert.

## Geschichte
Das Pfarrdorf Oberroth gehörte zum Landgericht Dachau und war als Hofmark dem Kastenamt Aichach zugeteilt. Seit 1392 gehörte die Hofmark Herzog Ludwig im Bart von Bayern-Ingolstadt.

## Baudenkmäler
Siehe auch: Liste der Baudenkmäler in Oberroth
- Katholische Pfarrkirche St. Peter und Paul
- Stalingradkapelle von Sepp Haas